# Euphylidorea pacalis
Euphylidorea pacalis là một loài ruồi trong họ Limoniidae. Chúng phân bố ở miền Tân bắc.